# Systématisation (plexus brachial)
Pour les articles homonymes, voir systématisation.
La systématisation du plexus brachial, c'est la répartition des axones à partir des racines dans les  nerfs périphériques et terminaux.
- Nerf axillaire, nerf musculo-cutané avec C5,C6.
- Nerf médian, radial avec C6,C7,C8,T1.
- Nef ulnaire, nerf cutané medial du bras & de l'avant-bras avec C8, T1.

La systématisation a une application clinique importante, car les nerfs étant difficile à étudier, les muscles sont par en revanche plus facile, on enregistre alors l'activité musculaire par électromyogramme : en fonction des territoires musculaires étudiés ou altérés on peut déduire une atteinte sur une racine, faisceau, branche terminale, etc. donc de localiser la zone pathologique d'un nerf.

Le plexus brachial contient des nerfs de diamètre différent :
- Nerf radial : 19 000 axones.

Nerf médian : 19 000 axones.
Nerf ulnaire : 16 000 axones.
Nerf axillaire : 6 000 axones.